# Imatran Voima (zespół muzyczny)
Imatran Voima – fiński duet muzyczny Randy Barracudy i Fresh O. Lexxxa.
Muzyka artystów mocno jest inspirowana gatunkiem miami bass. Nazwa grupy pochodzi od fińskiego przedsiębiorstwa elektrycznego (będącego obecnie częścią Fortum). Członkowie oprócz własnej twórczości stworzyli covery utworów Iron Maidena oraz gothic rockowego zespołu Two Witches. Są oni również założycielami wytwórni muzycznej Kostamus Records.

## Dyskografia

### Albumy
- 2004 - The Church Of Latterday Maggots
- 2007 - Welfare State Of Mind

### EP / Signle
- 2000 - Super Breakout
- 2002 - In/Out
- 2003 - Techno Slut
- 2004 - Group Sex
- 2005 - 12"s 2002-2004
- 2005 - Commando
- 2006 - American Splendor EP